# Ju-Air

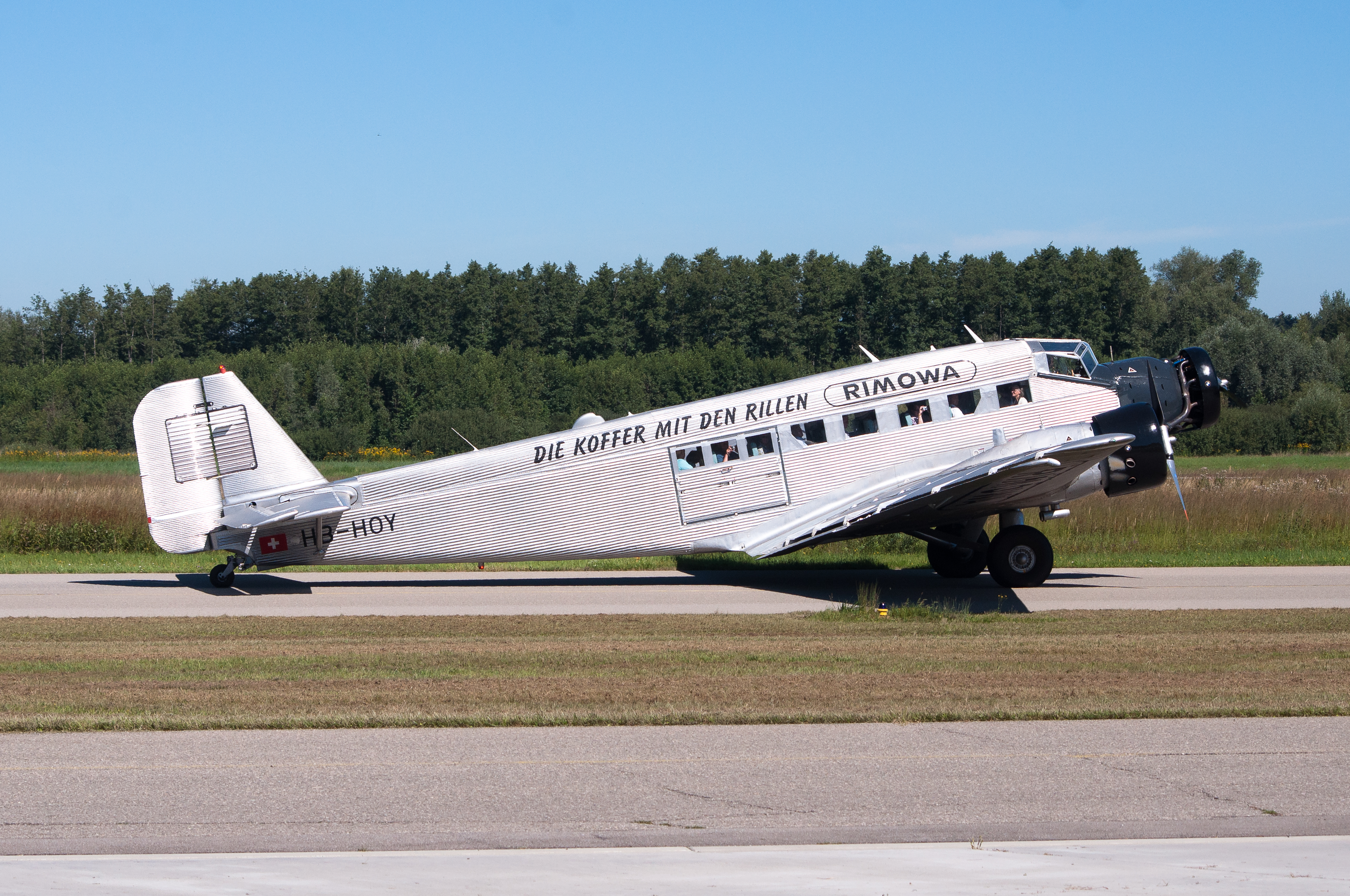
CASA 352 (HB-HOY) am Flugplatz Friedrichshafen, 2012

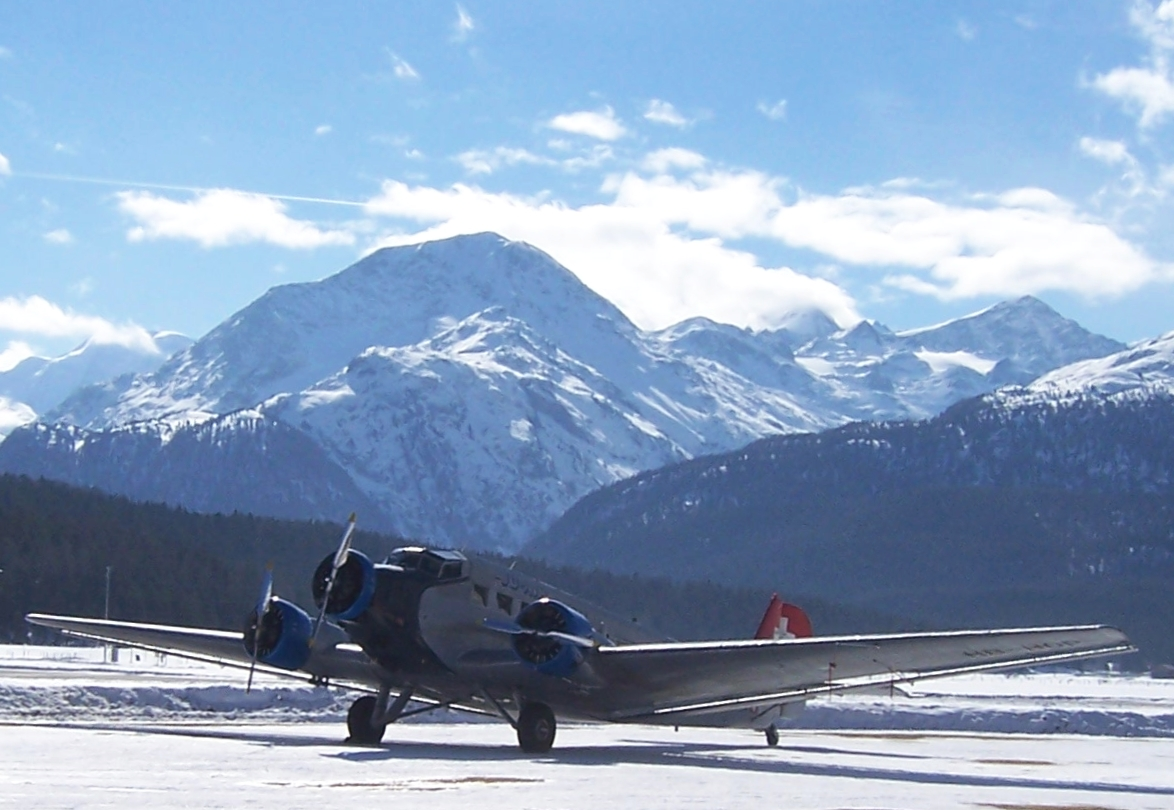
Ju 52/3m HB-HOP am Flugplatz Samedan, 22. Februar 2007

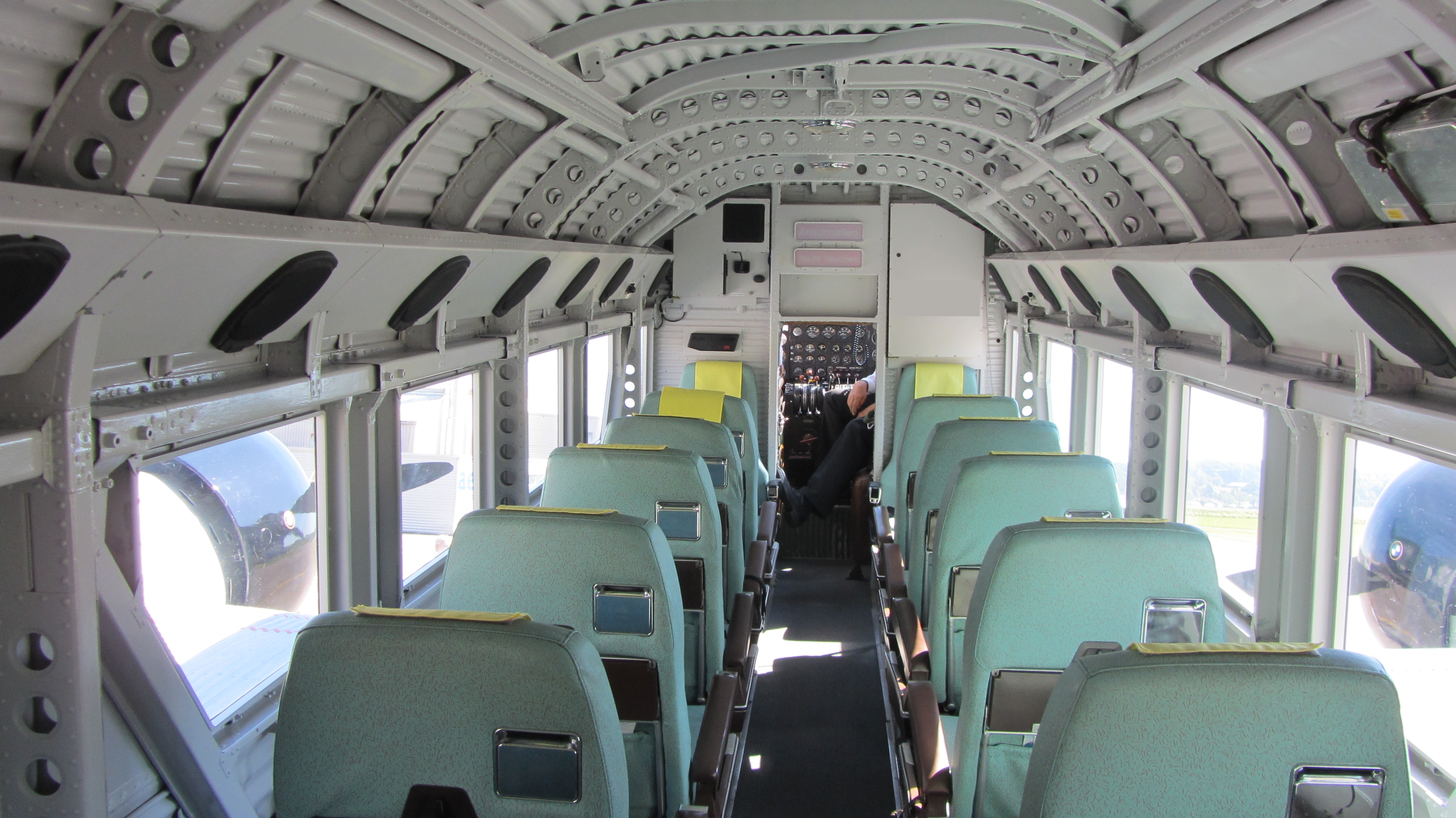
Kabine der Ju 52/3m HB-HOP am Flugplatz Dübendorf, 27. Mai 2017

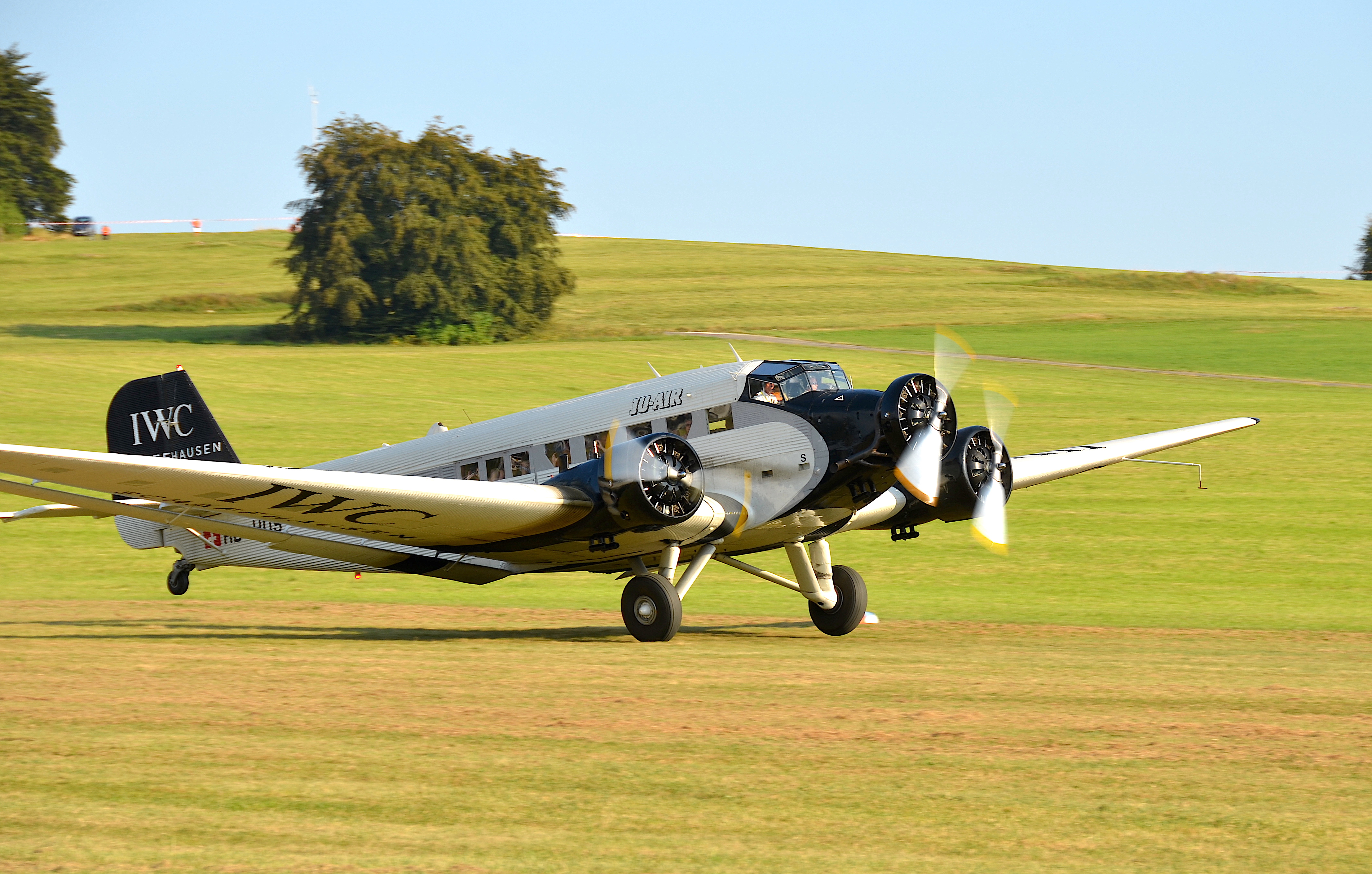
Ju 52 HB-HOS beim Start eines Rundflugs auf dem Flugplatz Albstadt-Degerfeld (2016)

Ju-Air (Eigenschreibweise JU-AIR) nennt sich eine Vereinigung, welche mit dem Ziel gegründet wurde, Rundflüge mit den ehemaligen Ju-52-Flugzeugen der Schweizer Luftwaffe zu organisieren. Beheimatet ist die Gruppierung, die auf Freiwilligenarbeit beruht, im Air Force Center am Militärflugplatz Dübendorf bei Zürich. Als heutige Trägerorganisation der Ju-Air und rechtlicher Halter der Flugzeuge fungiert der Verein der Freunde der schweizerischen Luftwaffe (VFL) mit derzeit etwa 7000 Mitgliedern.

## Geschichte
Gegründet wurde die Ju-Air im Jahr 1982, als in der Schweiz zur Überführung von drei Junkers 52 (HB-HOP, HB-HOS, HB-HOT) aus der Schweizer Luftwaffe in die Zivilluftfahrt Spendengelder gesammelt wurden. Zwei der drei Ju 52 – die HB-HOS und die HB-HOP – wurden 1983 für Rundflüge in Betrieb genommen. Die Flugzeuge gehörten ursprünglich dem Betreiber des Flieger-Flab-Museums in Dübendorf, dem Verein der Freunde des Museums der schweizerischen Fliegertruppen (VFMF), welcher ein Flugzeug zu einem symbolischen Preis hatte erwerben können, und eines dem vorherigen Eigentümer, dem Bundesamt für Militärflugplätze. Beide Flugzeuge wurden unter der Bedingung zur Verfügung gestellt, dass der Betrieb für das Museum kostenneutral sei. Mit Hilfe von 60 ehrenamtlichen Mitarbeitern wurden in einfachen Baracken schon im ersten Jahr 5'500 Fluggäste abgefertigt.
Im Jahr 1985 wurde die dritte Ju 52 (HB-HOT) in Betrieb genommen. Im Jahr 1986 folgte die erste grosse Auslandsreise nach Lanzarote auf den Kanarischen Inseln. Im Jahre 1989 unternahm die HB-HOS eine Reise zum Nordpol.
Im Jahr 1990 gab es einen Flug zum Fertigungsort, den Junkers Werken, nach Dessau. Es folgte die Restaurierung einer weiteren Ju 52 des Vereins der Freunde historischer Luftfahrzeuge e. V. (VFL e. V.), die 1949 in Spanien als CASA 352 bei der Construcciones Aeronáuticas S.A. in Lizenz gebaut worden war, und der Beginn der Zertifizierung für BMW-Motoren mit normalem Benzin. Im Jahr 1992 wurde beschlossen, den Holzhangar durch einen neuen zu ersetzen; dieser wurde 1993 eingeweiht. Ab 1993 werden die Maschinen für verschiedene Produkte und Markennamen als Werbeträger eingesetzt.
Im Jahr 1997 wurde die CASA 352 des VFL e. V. der Ju-Air zum Betrieb überlassen und mit dem Kennzeichen HB-HOY in die Flotte eingegliedert. Sie flog gemeinsam mit den anderen Ju 52 der Flotte zum historischen Treffen der Ju 52 auf dem Verkehrslandeplatz Mönchengladbach. Vor Ort gab es ein Treffen mit der Ju 52 der Lufthansa. Im selben Jahr wurden die BMW-Motoren für normales Benzin durch das Bundesamt für Zivilluftfahrt zertifiziert. Es folgte die Aufnahme eines Flugbetriebes in Mönchengladbach im Jahre 1998, zu dem hauptsächlich die HB-HOY eingesetzt wird.
Im Jahr 2000 ging die HB-HOS auf Weltreise. Im Jahr 2001 wurden zum ersten Mal 13'000 Passagiere abgefertigt. Dies geschah mit nun schon 180 ehrenamtlichen Mitarbeitern. Im Jahr 2002 wurde das 20-jährige Jubiläum gefeiert. Aus diesem Anlass wurde eine Museumshalle eröffnet, was mit einem Fest und einer Flugshow gefeiert wurde.
Im Jahr 2006 bekam die HB-HOS ein erneuertes Farbkleid. 2007 wurde das 25-jährige Jubiläum gefeiert und am 8. September mit einem Festakt begangen. Dabei flogen die vier Ju 52 der Ju-Air mit der D-AQUI der Lufthansa und der französischen Ju 52 der EADS in Sechserformation über dem Flugplatz Dübendorf.
Im Jahr 2004 wurde eine DC-3 der Swissair aufgenommen und absolvierte als HB-ISC ihren Jungfernflug nach London, ist jedoch seit 2007 nicht mehr in Betrieb. Der Verein Freunde der Swissair wurde zum 31. Dezember 2006 aufgelöst, die Mitglieder wurden ab 1. Januar 2007 in den Verein der Freunde der schweizerischen Luftwaffe (VFL) integriert.
Am 29. Oktober 2016 landete die HB-HOY zum vorerst letzten Mal auf dem Flughafen Mönchengladbach. Der Betreiber, die Schweizer JU-AIR, setzte den Flugbetrieb für 2017 aus. Die Maschine steht nun im Hugo Junkers Hangar und wartet auf eine Wiederbelebung nach einer Generalüberholung durch die Junkers Flugzeugwerke AG (Schweiz).
Am 4. August 2018 kam es zu einem Unfall mit der HB-HOT (siehe Zwischenfälle). Nach dem Unfall konnte der Flugbetrieb am 17. August 2018 vorerst wieder aufgenommen werden. Am 20. November 2018 veröffentlichte die Schweizerische Sicherheitsuntersuchungsstelle einen Zwischenbericht, der an der verunglückten Ju 52/3m schwerwiegende Schäden feststellte, welche für den Absturz jedoch nicht ursächlich gewesen seien. Daraufhin erhielten die beiden anderen Ju 52/3m (HB-HOS und HB-HOP) aufgrund Vergleichbarkeit sowohl im Alter der Zelle wie auch Anzahl Flugstunden mit der verunglückten Maschine bis auf weiteres ein Flugverbot. Die Rundfluganbieterin akzeptierte das Urteil, plante jedoch, den Flugbetrieb Im Frühling 2019 wieder aufzunehmen.
Das Bundesamt für Zivilluftfahrt entzog der Ju-Air am 12. März 2019 die Bewilligung für kommerzielle Flüge. Eine nationale Bewilligung für Flüge mit Vereinsmitgliedern sowie nur im Inland blieb möglich. Das Flugzeug HB-HOS war zu diesem Zeitpunkt zerlegt und umfangreich durchleuchtet worden. Zum Zeitpunkt des Bewilligungsentzugs hoffte die Ju-Air auf eine Abnahme der Röntgenaufnahmen durch das Bundesamt und auf den Betrieb dieses einen Flugzeugs für den Sommer 2019. 
Statt mit der Ju 52 wurden ab 2020 wieder Flüge mit der bei den Junkers Flugzeugwerken neu aufgelegten Junkers F13 angeboten. Im Jahr 2022 wurden vom BAZL die Vorgaben für Vereinsflüge präzisiert. Diese seien laut BAZL in der allgemeinen und nicht kommerziellen Leichtfliegerei das Übliche: Maximal sechs Passagiere dürfen bei einem Flug im Flugzeug sein; sie alle müssen seit mindestens einem Monat Vereinsmitglieder sein. Total dürfen sich 9 Personen im Flugzeug aufhalten. Der Start der Gültigkeit dieser Vorgaben wurde auf den ersten Oktober 2022 festgelegt. Daraufhin wurde eine Neubewertung der Sanierung der HB-HOS vorgenommen, mit dem Ergebnis, dass diese aus wirtschaftlichen Gründen als nicht mehr lohnend angesehen wurde. Damit sind in Europa Rundflüge mit der Ju 52 einstweilen nicht mehr möglich. Im April 2023 wurde die HB-HOS symbolisch für einen Franken nach Deutschland ans Luftfahrtmuseum Wernigerode verkauft. Aus Platzgründen sollte dort nur der Rumpf ausgestellt werden. Die HB-HOP ist im Flieger-Flab-Museum in Dübendorf ausgestellt. Dass diese Maschine in Zukunft einmal wieder fliegen wird, ist zumindest grundsätzlich möglich.

## Flotte
Nach dem Absturz der HB-HOT am 4. August 2018 bestand die Flotte der Ju-Air aus drei Flugzeugen:
- 2 Ju 52/3m, Baujahr 1939 (HB-HOP und HB-HOS)
- 1 CASA 352A-3, Baujahr 1949 (HB-HOY) (seit 2016 in Mönchengladbach)[12]

Ab 2020 wurde mit zunächst einer, dann mit beiden in den Bestand der JU-AIR übernommenen Nachbauten der Junkers F13 ebenfalls Flüge angeboten.

## Zwischenfälle
Die HB-HOT (ex A-702) verunglückte am 4. August 2018 im Kessel südöstlich des Segnespasses, südwestlich des Piz Segnas. Alle 20 Passagiere und Besatzungsmitglieder kamen dabei ums Leben.